# Marionia cucullata
Marionia cucullata är en snäckart. Marionia cucullata ingår i släktet Marionia och familjen Tritoniidae. Inga underarter finns listade i Catalogue of Life.